# جيمس ثورنتون
جيمس ثورنتون (بالإنجليزية: James Thornton)‏ (11 يناير 1861 في المملكة المتحدة - 1 مارس 1916 في المملكة المتحدة) هو لاعب كريكت بريطاني (وحمل سابقاً جنسية المملكة المتحدة لبريطانيا العظمى وأيرلندا). لعب مع نادي مقاطعة ساسكس للكركيت ‏.

## وصلات خارجية
- جيمس ثورنتون على موقع إي آس بي آن كريك إنفو (الإنجليزية)